# خانه ناصح‌زاده
خانه ناصح‌زاده مربوط به دوره پهلوی اول است و در تبریز، خیابان ثقه الاسلام، کوچه سرکاراتی واقع شده و این اثر در تاریخ ۱۹ بهمن ۱۳۸۹ با شمارهٔ ثبت ۲۹۵۷۳ به‌عنوان یکی از آثار ملی ایران به ثبت رسیده است.